# Calmont (Haute-Garonne)
Calmont ist eine französische Gemeinde mit 2.442 Einwohnern (Stand: 1. Januar 2022) im Département Haute-Garonne in der Region Okzitanien (vor 2016: Midi-Pyrénées). Sie gehört zum Arrondissement Toulouse und zum Kanton Escalquens. Die Einwohner heißen Calmontais.

## Geographie
Die Gemeinde Calmont liegt an der Grenze zum Département Ariège, etwa 38 Kilometer südöstlich von Toulouse in der Landschaft Lauragais. Durch die Gemeinde fließt der Hers-Vif (auch: Grand Hers genannt). Umgeben wird Calmont von den Nachbargemeinden Montgeard im Norden, Gibel im Nordosten und Osten, Mazères im Osten und Südosten, Saverdun im Süden und Südwesten, Cintegabelle im Westen und Nordwesten sowie Aignes im Nordwesten. Am östlichen Rand der Gemeinde verläuft die Autoroute A66.

## Geschichte
Calmont ist eine Bastide, die 1267 von Alfons von Poitiers gegründet wurde. 

### Bevölkerungsentwicklung
| Jahr                       | 1962 | 1968 | 1975 | 1982 | 1990 | 1999 | 2008 | 2020 |
| Einwohner                  | 1150 | 1189 | 1409 | 1451 | 1552 | 1610 | 2051 | 2371 |
| Quellen: Cassini und INSEE |      |      |      |      |      |      |      |      |

## Sehenswürdigkeiten
- Kirche Saint-Sernin, erbaut von 1685 bis 1691, Monument historique
- Protestantische Kirche von 1846
- Schloss Calmont aus dem 14. Jahrhundert mit zwei Türmen, Ruine, seit 1927 Monument historique

Siehe auch: Liste der Monuments historiques in Calmont (Haute-Garonne)

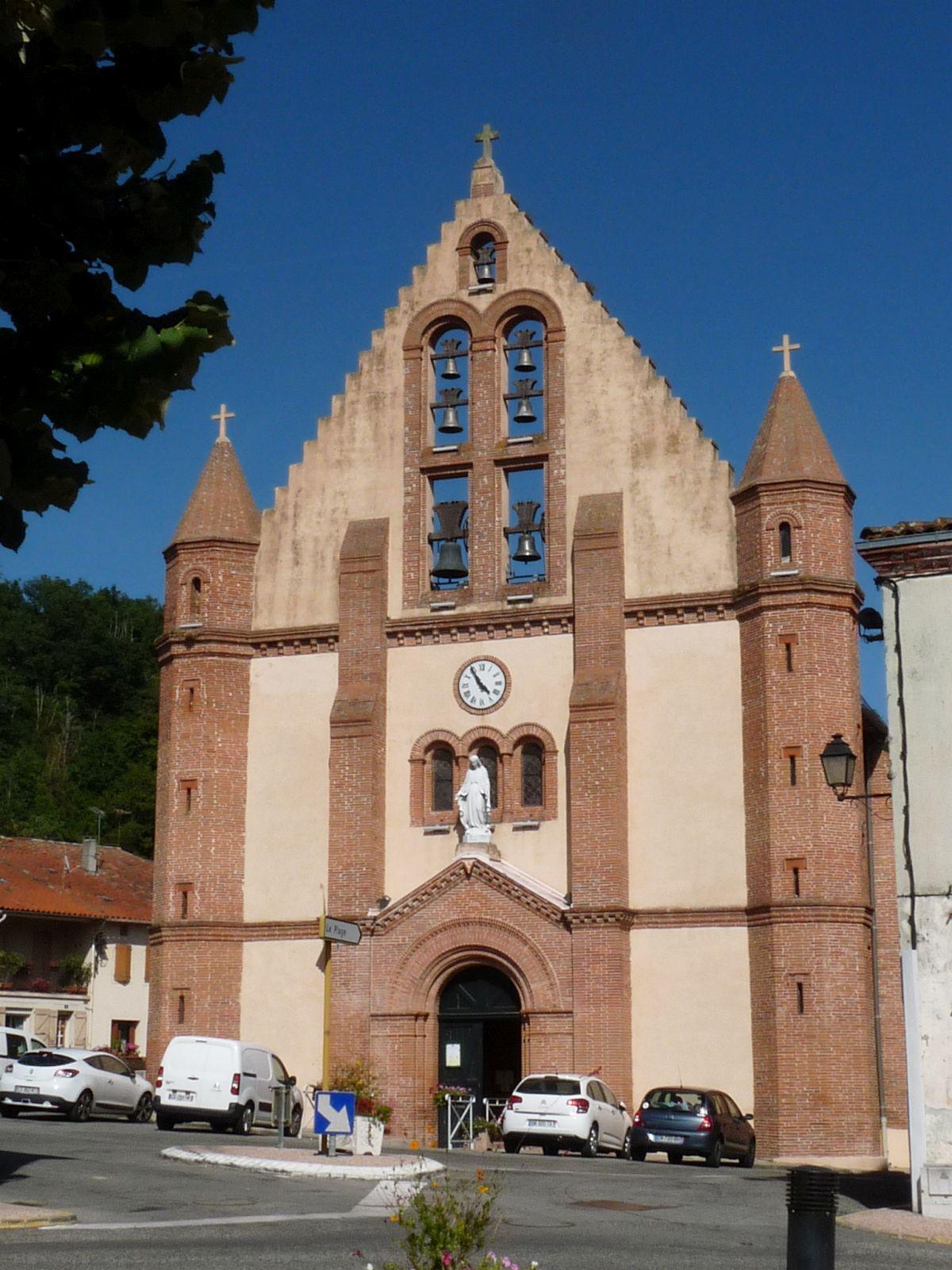
Kirche Saint-Sernin
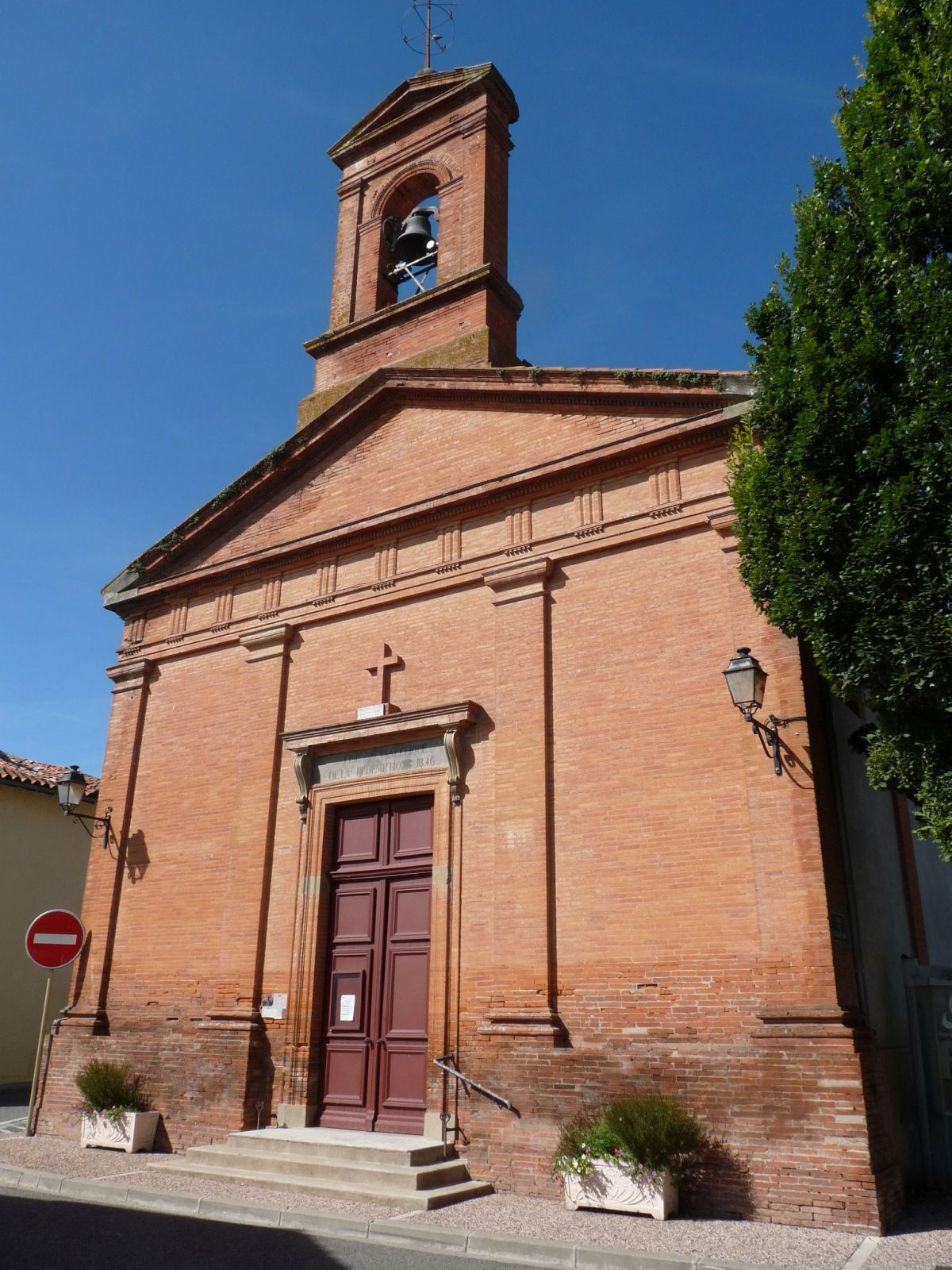
Protestantische Kirche
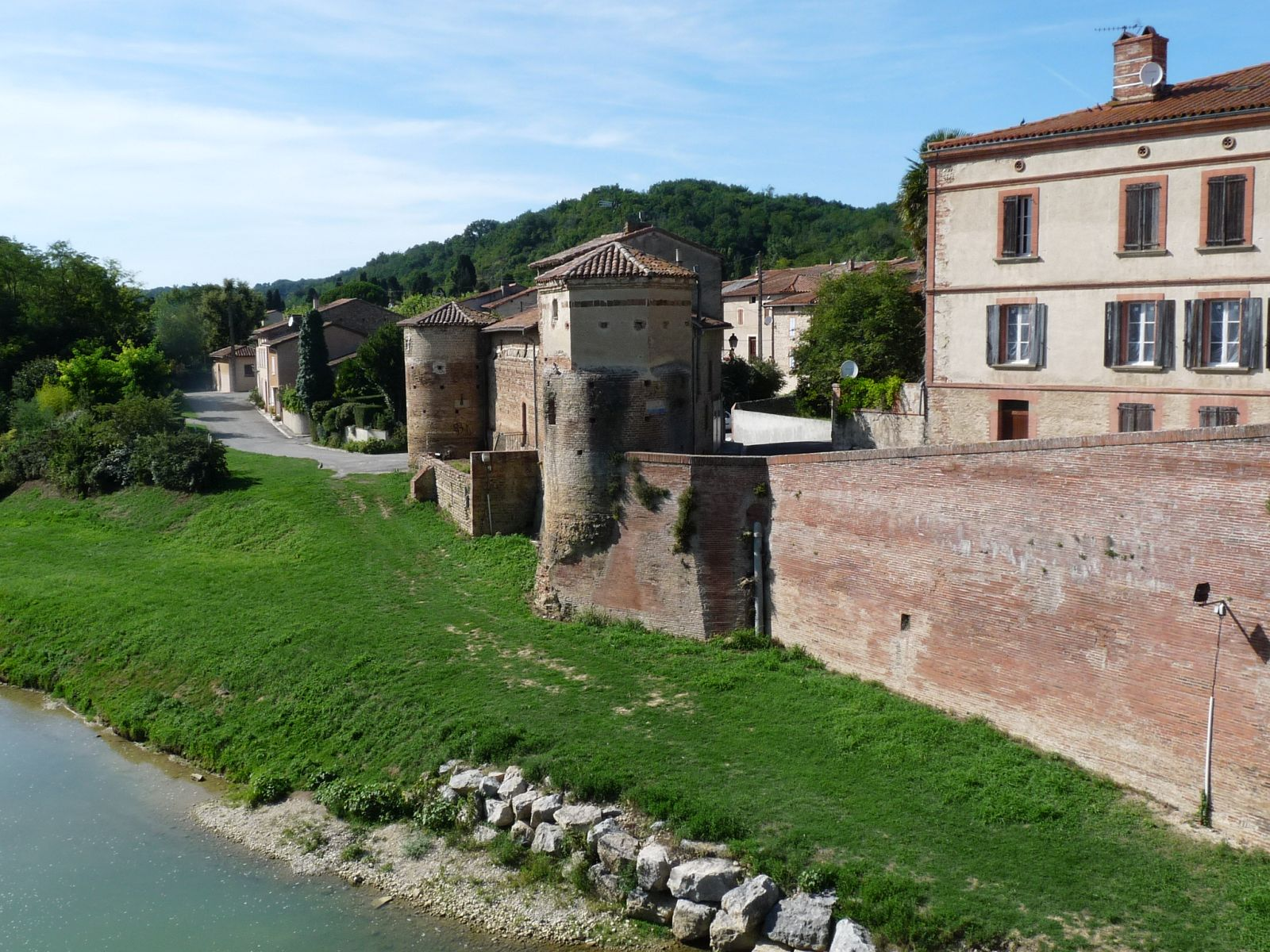
Schloss Calmont
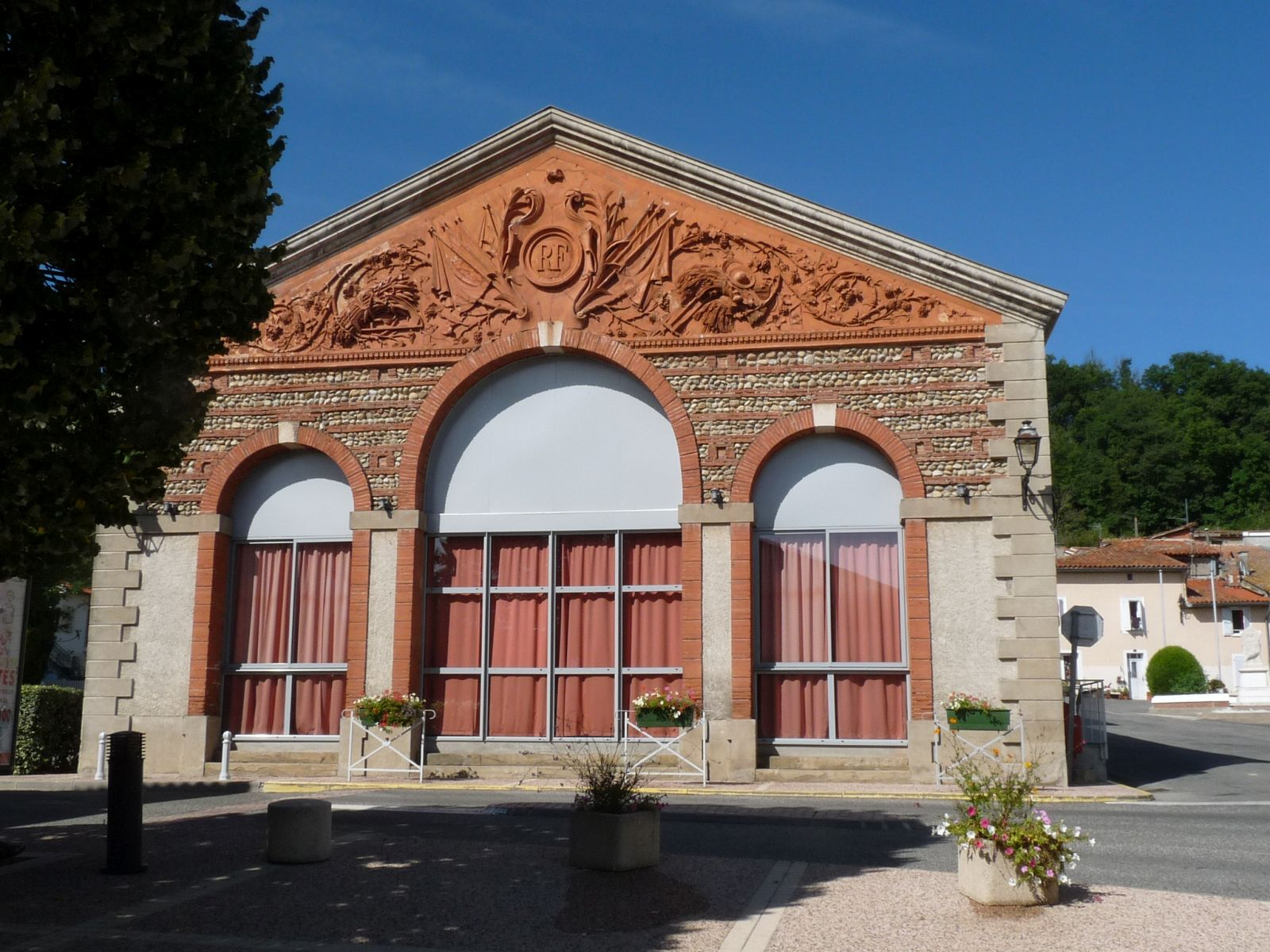
Ehemalige Markthalle
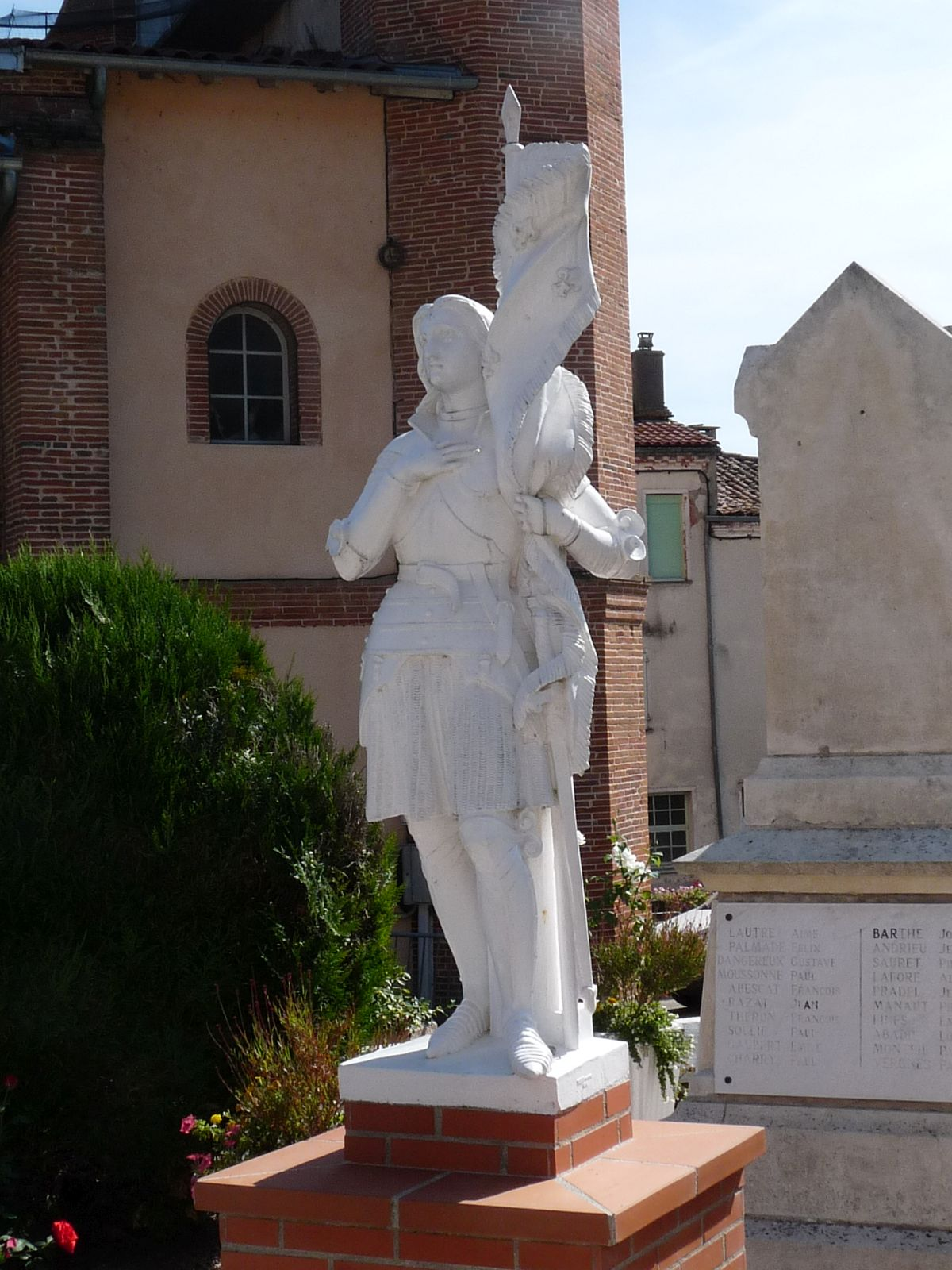
Jeanne d’Arc-Statue